# Klas Kursell
Klas Kursell (även Klaus, Claus, von Kursell, Cursel, Kurtzel), död 3 juni 1570 i Reval, var en balttysk fältöverste.

## Biografi

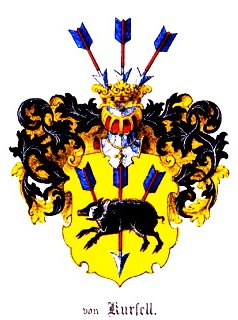
Familjen von Kursells släktvapen.

Bland de svenska trupperna i Estland år 1561 fanns en styrka om 1 200 ryttare uppställd av den balttyska adeln. Den bestod av fem ryttarfanor och Klaus Kursell var ryttmästare för en av dem. Samma år erövrade han för svenskarnas räkning Padis för att förhindra att slottet kom i händerna på stormästaren Gotthard Kettler eller hertig Magnus av Ösel. Vintern tillbringade trupperna i Reval men i maj tågade de tyska trupperna under överbefälhavaren Klas Kristerssons ledning till Pernau som erövrades av polackerna. 
Från augusti ledde Kursell belägringen av Weißenstein som föll i november 1562. Redan där tog Kursell som talesman för de tyska trupperna upp med sin befälhavare frågan om obetald sold. I maj 1563 vände han sig till kung Erik XIV i samma fråga. I stället för att betala solden bestämde kungen att ryttarna skulle överföras till svensk mark och sättas in i kriget mot Danmark. På grund av detta lämnade nära hälften av styrkan vinterlägret i Reval men Kursell tog upp lån av stadens borgerskap och betalade solden. I gengäld fick han löfte om gods i trakten av Pernau. På hösten 1564 slöt sig Kursell med sina ryttare till den svenska hären och kämpade framgångsrikt mot danskarna.
År 1565 återvände Kursell med sina ryttare på två egna skepp till Reval. Han erhöll flera gods som belöning och på konungens rekommendation fick han burskap i staden. År 1566 förde Kursell åter sina ryttare till Pernau och in i Rigas ärkestift. Lemsal plundrades och Kursells trupper kom med ett rikt byte tillbaka till Estland. I februari 1567 lyckades polackerna i en hämndaktion besegra de svenska trupperna i slaget vid Runafer. De flyende svenskarna förföljdes ända till Reval och landet omkring förhärjades. Som en omedelbar följd av detta utnämndes Kursell till svensk fältöverste i Livland och fick överta kommandot över de svenska trupperna i Estland efter Klas Kristersson. Han valde Leal som sitt vinterläger och fick snart fästningen i förläning. Han var åter tvungen att ta upp ett lån hos borgarna i Reval för att kunna avlöna sina tyska trupper. 
De oroliga förhållandena i Sverige fick Kursell att på hösten 1568 söka kontakt med hertig Karl och erkände förbehållslöst dennes ställning efter kung Eriks avsättande. På sommaren 1568 företog Kursell en expedition till Ösel och erövrade fästet Soneburg av danskarna. Det lönade sig inte för honom att fortsätta mot huvudstaden Arensburg då han saknade artilleri varför han slöt vapenstillestånd med hertig Magnus och fästet förblev i svenska händer. 
Ett polskt infall i provinsen Harrien förde Kursell tillbaka till fastlandet via Lode till staden Kegel. Där fick han nya trupper och artilleri från Reval men inte i sådan mängd att han kunde göra några större kampanjer mot polackerna. I oktober 1569 blev problemen med soldbetalningen på nytt akuta och Kursell ställde Lode och Weißenstein som pant för ett stort lån från rådet i Reval men förhandlingarna med rådet gick trögt. I spetsen för sina tyska ryttare och knektar beslöt Kursell i januari 1570 att inta borgen i Reval och fängsla ståthållaren Gabriel Oxenstierna med familj, som dock snart flydde. Trupperna krävde sin uteblivna sold i gengäld mot att överlåta slottet men blev isolerade från omvärlden. I mars 1570 stormade svenskarna slottet och fängslade Kursell och de flesta av hans män. I maj inleddes rättegången mot honom och tre av hans vapenbröder och de dömdes till döden med svärd.

## Familj
Klas Kursell var balttysk och son till ståthållaren Jürgen von Kursell till Sommerpahlen (Sömerpalu) och Elisabeth Uexküll. Han var bror till ståthållaren Jost Kursell.